# Thu hoạch

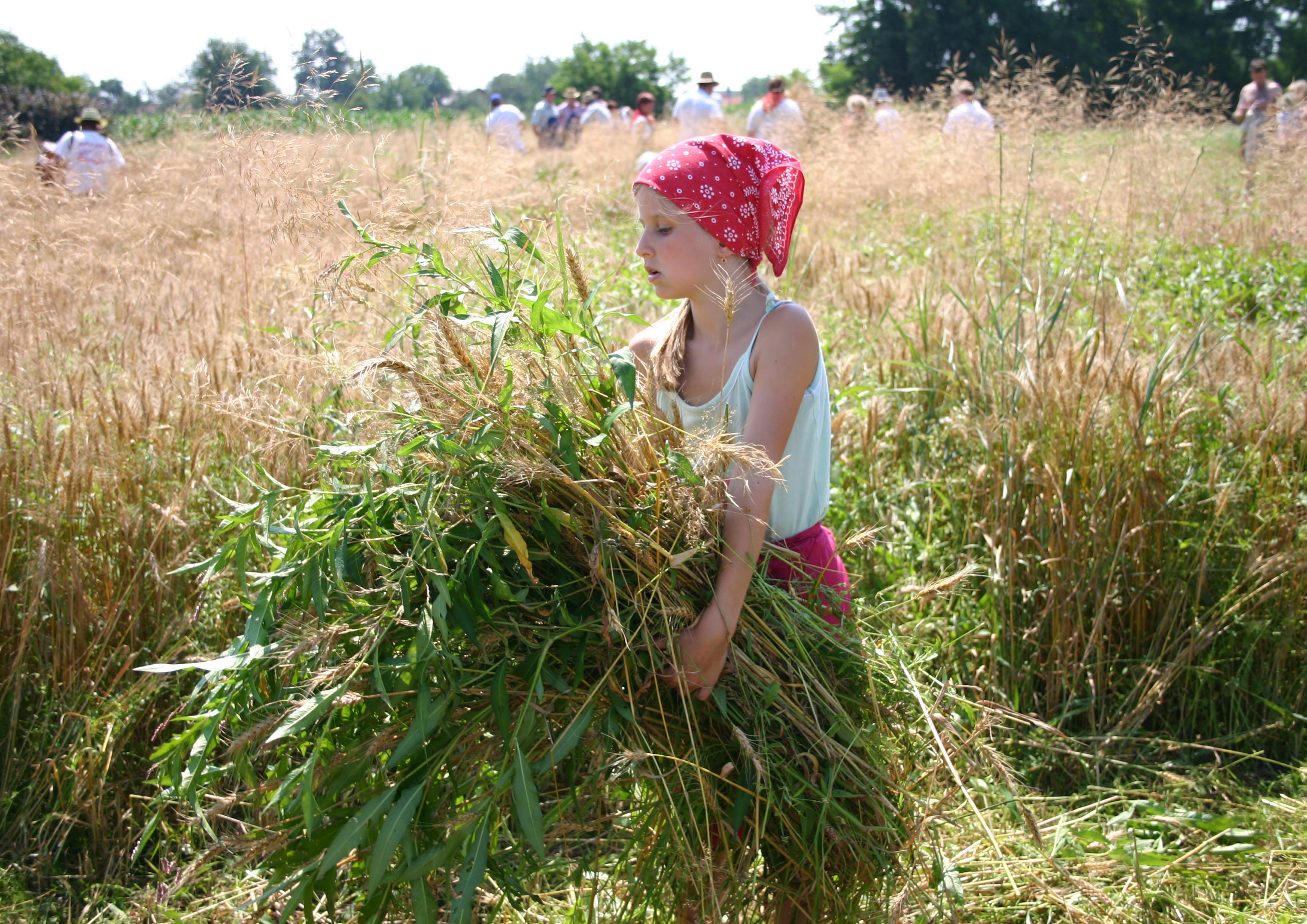
Thu hoạch lúa mì tại Slovenia

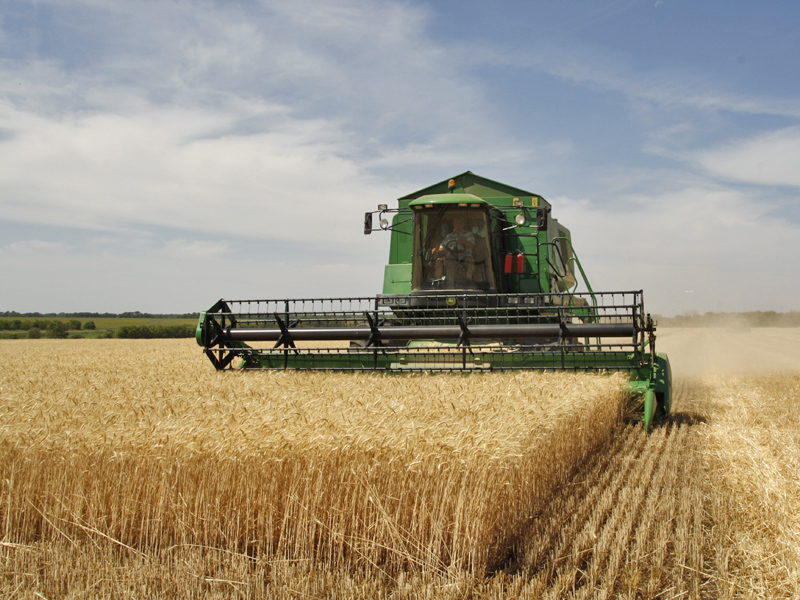
Gặt lúa mì bằng máy gặt

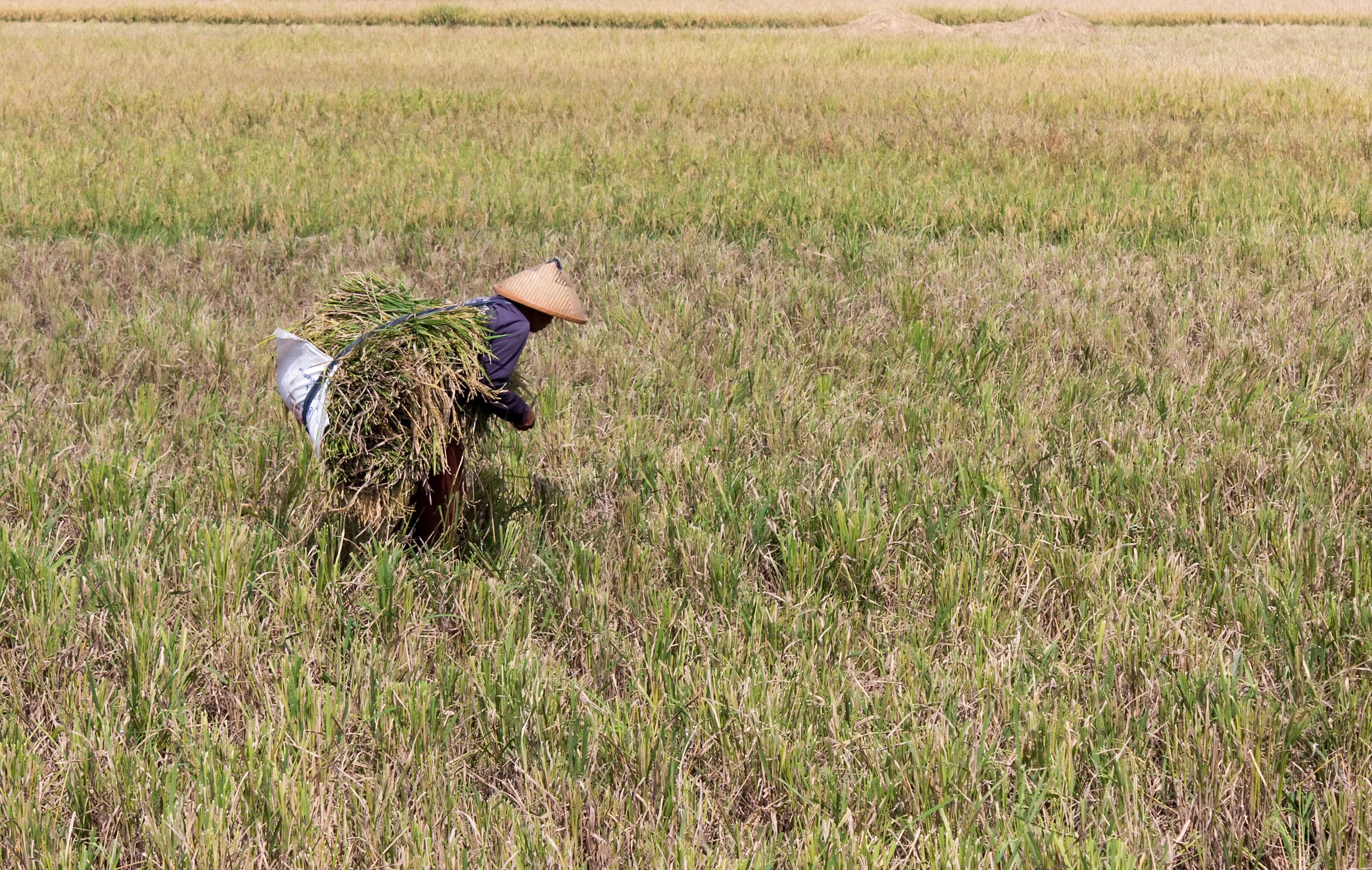
Thu hoạch lúa tại Java, Indonesia

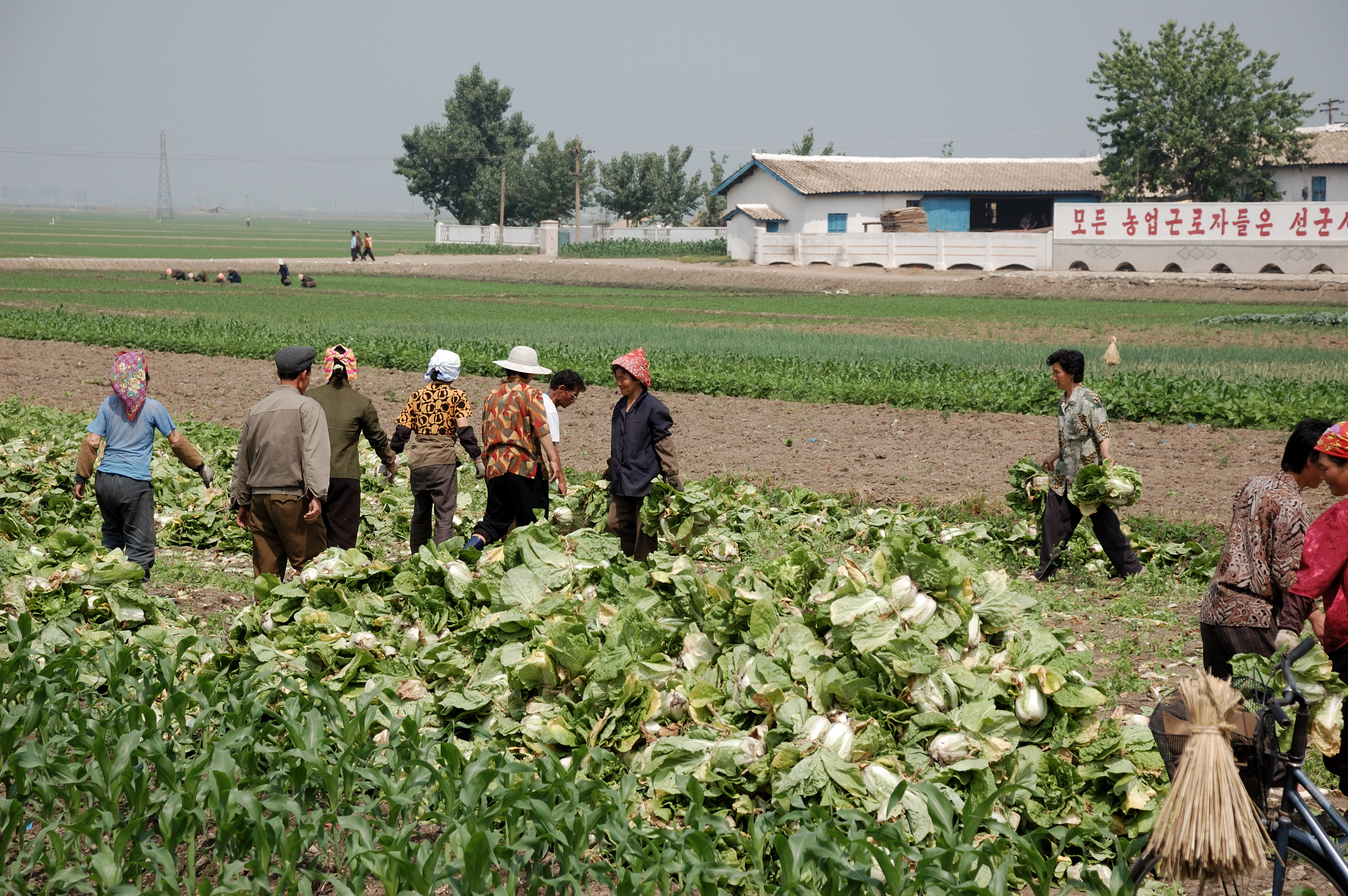
Thu hoạch hoa màu tại Bắc Triều Tiên

Thu hoạch hay gặt hái là quá trình gom góp, thu thập, tập trung lại hoa lợi và hoa màu, nông sản của các loại cây trồng sau khi đã đơm hoa kết trái cho những sản phẩm phù hợp với mục đích của người gieo trồng, trong sản xuất nông nghiệp.

## Thuật ngữ
Trong tiếng Việt, từ thu hoạch có gốc từ chữ Hán: 收割 gồm hai từ thu: có nghĩa là lấy, gom góp và hoạch: quây lại, để chỉ về quá trình thu gom, tập hợp.
Trước khi thế kỷ 16, ở châu Âu, thu hoạch là thuật ngữ thường được sử dụng để chỉ mùa thu, nó xuất phát từ một tên tiếng Anh "hærfest" có nghĩa là mùa thu (từ "Herbst" từ tiếng Đức cũng có cùng một nguồn gốc và vẫn còn có nghĩa là mùa thu), nó có nguồn gốc Ấn-Âu "kerp" có nghĩa là để thu thập, hái lượm, nhổ, gặt... So với từ "carpere" động từ tiếng Latinh có nghĩa là để cắt, phân chia, nhổ. Vì vậy, từ hærfest ban đầu chỉ về các lễ kỷ niệm vui vẻ và cuối cùng là có nghĩa có thể thu thập các loại cây trồng đã trưởng thành, sau đó nó mở rộng ý nghĩa thành thời kỳ thu hoạch (thường là vào mùa thu).

## Công việc
Thu hoạch trước tiên thông qua hoạt động gặt, hái tức là việc cắt lấy phần thân chứa hạt của ngũ cốc bằng cách sử dụng các lưỡi hái, liềm, dao, các vật dụng khác hoặc nhổ bằng tay. Hoạt động thu hoạch đánh dấu sự kết thúc của một vụ mùa, hoặc chu kỳ phát triển các loại cây trồng cho ăn trái. Từ thu hoạch thường đề cập đến việc gặt hái ngũ cốc và các sản phẩm cây trồng, nhưng cũng có thể sử dụng với nghĩa khác như chỉ về đánh bắt cá và khai thác gỗ, từ thu hoạch cũng được sử dụng cho việc chế biến rượu vang.
Trên các trang trại quy mô nhỏ đã được cơ giới hóa ở một mức độ tương đối, thu hoạch là công việc của hầu hết các lao động chuyên thực hiện gặt hái trong các vụ mùa (thường là nông dân, tá điền, công nhân nông nghiệp). Trên các trang trại lớn, với nền cơ giới hiện đại, việc khai thác sử dụng máy móc nông nghiệp đắt tiền và tối tân như máy gặt đập liên hợp, máy cày và sau khi thu hoạch, nông phẩm trong mùa vụ này được làm mát, phân loại, làm sạch, đóng gói và chuyển đến các điểm chế biến nông sản hoặc vận chuyển vào thị trường bán buôn, hay trực tiếp đến tay người tiêu dùng.

## Lễ hội thu hoạch
Tại các quốc gia Âu Mỹ, mùa thu cũng là mùa thu hoạch chính và có các lễ hội mừng được mùa. Lễ hội thu hoạch truyền thống tại Anh được tổ chức vào ngày chủ nhật gần "Mùa trăng thu hoạch" (Harvest Moon), đó là ngày trăng tròn xảy ra gần điểm thu phân (22 hoặc 23 tháng 9), tại Hoa Kỳ và Canada là vào tháng 10 hay tháng 11 vào ngày lễ tạ ơn. Tại Trung Quốc và Việt Nam có lễ mừng lúa mới, hay còn gọi là Tết cơm mới và Tết Hạ Nguyên, với mục đích mừng mùa màng thuận lợi và để cúng tạ các vị thần đã giúp dân làng được mùa.